# Proteinska O-GlcNAkaza
Proteinska O-GlcNAkaza (EC 3.2.1.169, OGA, glikozidna hidrolaza O-GlcNAkaza, O-GlcNAkaza, BtGH84, O-GlcNAc hidrolaza) je enzim sa sistematskim imenom (protein)-3-O-(N-acetil--glukozaminil)-L-serin/treonin N-acetilglukozaminil hidrolaza. Ovaj enzim katalizuje sledeću hemijsku reakciju
(1) [protein]-3-O-(-acetil-beta--glukozaminil)-L-serin + 2O {\displaystyle \rightleftharpoons } [protein]--serin + N-acetil--glukozamin
(2) [protein]-3-O-(-acetil-beta--glukozaminil)-L-treonin + 2O {\displaystyle \rightleftharpoons } [protein]--treonin + N-acetil--glukozamin
Kod viših eukariota posttranslaciona modifikacija proteinskih serina/treonina sa N-acetilglukozaminom (O-GlcNAc) je dinamička, induktivna i izobilna. Njome se regulišu mnogi ćelijski procesi putem ometanja proteinske fosforilacije.

## Literatura
- Nicholas C. Price; Lewis Stevens (1999). Fundamentals of Enzymology: The Cell and Molecular Biology of Catalytic Proteins (Third изд.). USA: Oxford University Press. ISBN 019850229X.
- Eric J. Toone (2006). Advances in Enzymology and Related Areas of Molecular Biology, Protein Evolution (Volume 75 изд.). Wiley-Interscience. ISBN 0471205036.
- Branden C; Tooze J. Introduction to Protein Structure. New York, NY: Garland Publishing. ISBN 0-8153-2305-0.
- Irwin H. Segel. Enzyme Kinetics: Behavior and Analysis of Rapid Equilibrium and Steady-State Enzyme Systems (Book 44 изд.). Wiley Classics Library. ISBN 0471303097.

## Spoljašnje veze
- Protein+O-GlcNAcase на 